# 고토지정
고토지정 (고토지마치)(後藤寺町)은 후쿠오카현 다가와군에 있던 정이다. 현재의 다가와시 일부에 해당한다.